# Je ne veux pas rentrer seul
Pour plus de détails, voir Fiche technique et Distribution.
Je ne veux pas rentrer seul (Eu Não Quero Voltar Sozinho) est un film brésilien réalisé par Daniel Ribeiro, sorti en 2010. Il a a été entendu en long métrage en 2014 sous le titre Au premier regard.

## Synopsis
Leonardo, 15 ans, aveugle, tombe amoureux du nouvel élève Gabriel, et doit composer avec la jalousie de sa meilleure amie, Giovana.

## Fiche technique
- Titre : Je ne veux pas rentrer seul
- Titre original : Eu Não Quero Voltar Sozinho
- Réalisation : Daniel Ribeiro
- Scénario : Daniel Ribeiro
- Musique : Juliano Polimeno et Tatá Aeroplano
- Photographie : Pierre de Kerchove
- Montage : Cristian Chinen
- Production : Daniel Ribeiro
- Société de production : Lacuna Filmes
- Pays :  Brésil
- Genre : drame et romance
- Durée : 17 minutes
- Dates de sortie : 
  -  Brésil : 18 juillet 2010 (Paulínia Film Festival)

## Distribution

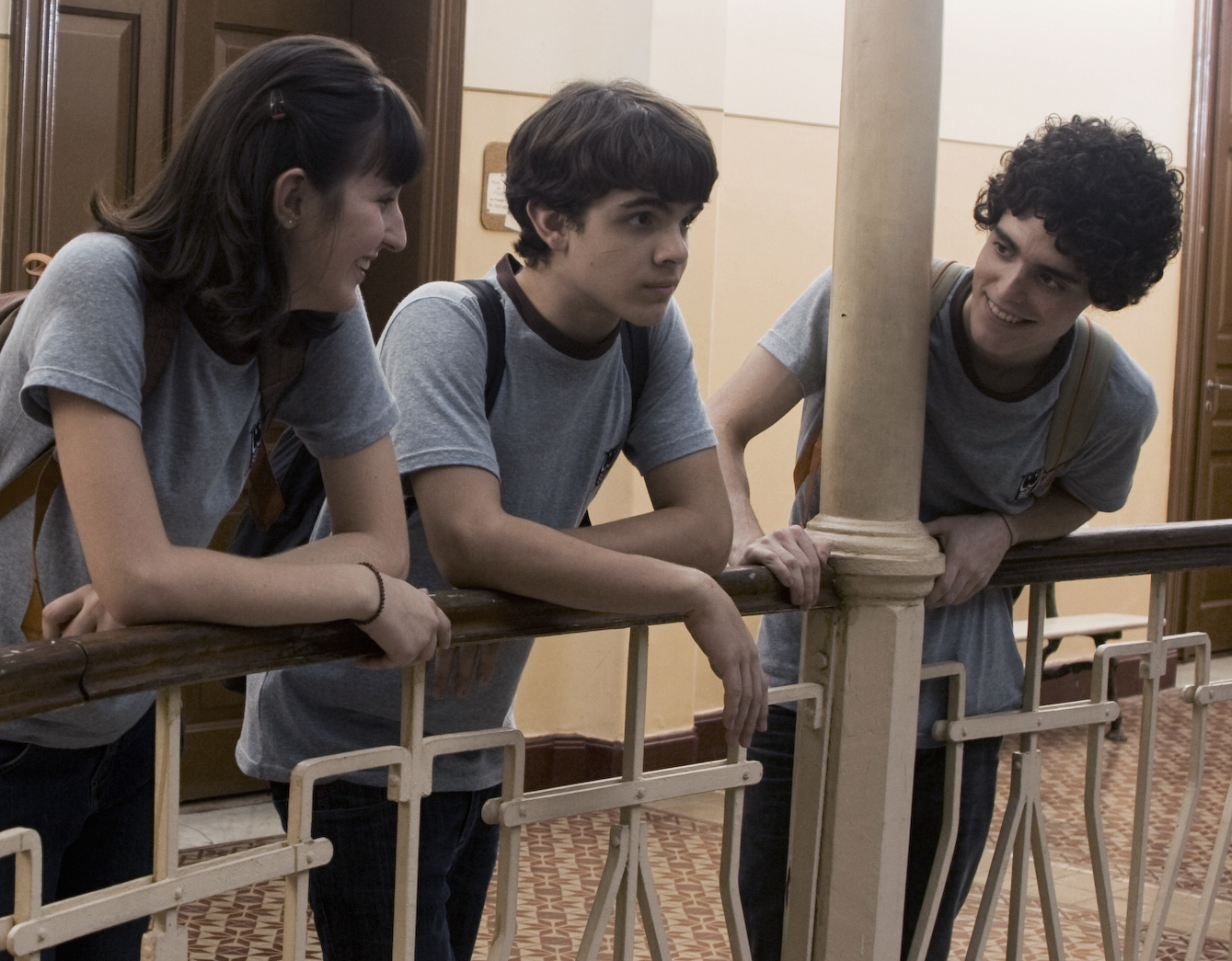
Les trois personnages principaux.

- Ghilherme Lobo : Leonardo
- Tess Amorim : Giovana
- Fabio Audi : Gabriel
- Nora Toledo : la professeure
- Julio Machado : le professeur
- Carolina Cezar Respanti : Larissa

## Distinctions
En 2011, le film a reçu l'Iris Prize du meilleur court métrage et le prix du meilleur court métrage dramatique à l'Outfest.